# Єжи Ієронім Крішпін-Кіршенштейн
Єжи Ієронім Крішпін-Кіршенштейн (пол. Jerzy Hieronim Kryszpin-Kirszensztein; біля 1673–1736) — литовський державний і військовий діяч польний гетьман литовський (1710—1711), писар польний литовський і реґіментар генеральний військ литовських з 1704, каштелян жемайтійський, генерал-лейтенант війська литовського іноземного ауторамента з 1722, староста оршанський з 1701 року.
У 1694 у поступив в Падуанський університет. У часи Північної війни 1700—1721 рр. був одним з командирів загонів литовського війська, під загальним командуванням великого гетьмана литовського Михайла Сервація Вишневецького. У 1707 році залишив табір прихильників Августа Сильного і перейшов на бік Станіслава Лещинського, за що від останнього отримав посаду підчашого великого коронного.

Герб Крижпін

Після Полтавської битви втік до Пруссію, де Станіслав Лещинський присвоїв йому титул великого гетьмана литовського. Цей титул він втратив вже в 1711 році, коли в Пруссію прибув гетьман Михайло Вишневецький. 4 вересня 1711 разом з загонами Вишневецького взяв участь у невдалому набігу на литовські землі. З березня 1713 був разом з Лещинським в Бендерах, де організував напад на турецько-татарські землі. Поступив на службу до короля Швеції Карла XII з річним окладом в 6000 талерів.
У 1714 році брав участь у вторгненні Вишневецького в Річ Посполиту. У тому ж році оселився у Вроцлаві. Поступив на службу до королевича Констанція Собеського. У 1718 у виїхав в Париж. У 1721 у за підтримки руссійского імператора Петра I отримав амністію і повернувся на батьківщину. У 1722 у став делегатом вального сейму.